# Arthur Bonus
Arthur Bonus, född 21 januari 1864 och död 6 april 1941, var en tysk teologisk författare.
Bonus var fram till 1904 präst. Under avskuldande av intellektualistiska och hellenistiska inslag ivrade Bonus för kristendomen "germanisering" och har i den andan utgett flera verk som Deutscher Glaube (2:a upplagan 1901), Religion als Schöpfung (1902, 4:e upplagan 1909), Zur religiösen Krisis (4 band, 1911-12), Reöogopm als Wille (1915), samt tillsammans med Beate Bonus, Das Olafbuch (1922).